# 張國鈞
張國鈞，SBS，JP（1974年6月30日—），香港政治人物、執業律師（香港資深大律師）、現任律政司副司長、立法會前議員、建制派政黨及民建聯前成員；香港按揭證券有限公司非執行董事。曾任中西區西環選區議員、香港立法會議員（選舉委員會）、行政會議非官守成員以及民建聯副主席，在當時是「三料議員」。張國鈞是民建聯的中生代之一，在2016年香港立法會選舉中時任立法會議員鍾樹根排在張國鈞的競選名單第二位，亦是少數具法律專業背景的民建聯立法會議員。

## 背景
張國鈞於香港大埔出生，家有一名胞弟（已因意外離世）及胞妹。早年於九龍慈雲山向陽村的木屋區居住，在中華基督教會基慈小學讀至四年級時舉家移居至屯門山景邨。他在樂善堂梁黃蕙芳紀念學校完成小六課程後升讀東華三院邱子田紀念中學。
他的職業為事務律師，已婚，有兩個女兒，香港城市大學法律系碩士畢業。他現為香港大學公共行政學博士學位課程學生。
青年民建聯在2004年成立以後，曾出任青年民建聯創會主席。
張國鈞曾在2003年香港區議會選舉的灣仔區議會司徒拔道選區選舉中落敗。2004年香港立法會選舉港島區候選人之一（第二梯隊）。2007年香港區議會選舉中，張國鈞原被民建聯提名參與灣仔區議會選舉，但民建聯臨時易將，改以他人出選。
2008年香港立法會選舉中，張國鈞被提名在民建聯香港島直選提名名單中排第四名參選，但落選。
2011年香港區議會選舉，得原中西區區議員陳特楚讓路，以24票之差險勝民主黨對手莊榮輝當選。
2016年香港立法會選舉中，張國鈞在民建聯香港島直選提名名單中排首名參選，並以41,152票當選。
2017年7月1日獲時任香港行政長官林鄭月娥委任為香港行政會議非官守成員。
2019年香港區議會選舉，不敵對手彭家浩，未能連任，同時失去「三料議員」的資格。
2021年香港立法會選舉中，張國鈞在選舉委員會界別當選。
2022年6月，國務院根據李家超提名，任命張為第六屆政府的律政司副司長。同月22日，張宣布退出民建聯，以方便上任後即時展開工作。

## 相關事件

### 「北極人少企鵝多」事件
2009年6月，張於以青年民建聯主席名義在香港電台電視部節目左右紅藍綠節目中說「北極人少企鵝多」，由於企鵝一直只在南極及各地動物園生活，其言論引起網民嘩然。有網民諷刺民建聯成功為企鵝爭取在北極生活的權利。
事後張國鈞接受記者訪問時透露有關計劃其實並沒有執行，他只是在無意間提出。雖然張國鈞認為他的言論可提高香港人的環保意識，然而，由於「北極有企鵝」此一說法始終有誤導成份，故香港電台在其網站的重溫片段中將「企鵝多」的字幕刪走，並在有關位置作靜音處理。國際關係學者沈旭暉撰文，分析張國鈞的北極觀在企鵝以外還有根本錯漏，例如誤會北極為陸地，誤解北極的面積，曲解其爭霸方式等。

### 成功爭取免費播世界盃事件
2010年5月31日，《明報》報導網民發現張國鈞在銅鑼灣崇光百貨對面行人路之欄杆有一個橫額，上面寫著「民建聯成功爭取免費電視數碼頻道　直播四場世界盃賽事」，還詳盡列明揭幕戰、兩場準決賽同總決賽舉行之日期及時間。及後，網民發現橫額上的背景圖片來自另一親中共報章《文匯報》的一篇訪問。6月2日，《明報》再報導張國鈞的回應，張國鈞表示無奈，指斥橫額為網民所為，並非自己掛上，並指自己已報警，避免被食環署追收清拆費，同時將橫額暫由民建聯職員保管，又指黨友李慧琼亦曾遭遇網民惡搞。

### 2016年香港立法會選舉涉嫌使用掌心雷
有傳媒於2016年香港立法會選舉投票日揭發，排於張國鈞名單第二的鍾樹根，其位於柴灣漁灣邨議員辦事處其辦事處職員，以箱頭筆在長者手心寫上了民建聯及工聯會立法會候選人的編號。

## 著作
出版書籍包括：
- 《Mocha大狀——法律界的千奇百趣》，今日出版，07/2016 （页面存档备份，存于）

## 外部連結
- 律政司副司長張國鈞於香港政府一站通網頁的介紹 （页面存档备份，存于）
- 文匯報 - 2004年的青年民建聯主席張國鈞 （页面存档备份，存于）
- YouTube上的民建聯成功爭取北極有企鵝@左右紅藍綠
- 張國鈞的Facebook專頁

| 官衔          | 官衔                                                     | 官衔                    |
| ------------- | -------------------------------------------------------- | ----------------------- |
| 新頭銜        | 香港律政司副司長 · 2022年7月1日－                        | 現任                    |
| 議會席位      |                                                          |                         |
| 前任： 王國興 | 香港立法會 香港島議員 2016年10月1日—2021年12月31日       | 繼任： 選區重組議席取消 |
| 新頭銜        | 立法會議員 選舉委員會 2022年1月1日－2022年6月18日        | 繼任者： 陳永光         |
| 前任： 彭家浩 | 中西區區議會 西環選區區議員 2012年1月1日－2019年12月31日 | 繼任： 彭家浩           |